# Alprazolam
Alprazolamul (comercializat sub diverse denumiri, produsul original având denumirea Xanax) este un medicament anxiolitic cu acțiune de scurtă durată din clasa benzodiazepinelor. Este de cele mai multe ori utilizat pentru tratamentul tulburărilor anxios-depresive (mai exact, tratamentul stărilor de anxietate, moderate, severe sau asociate cu depresie) dar și pentru prevenirea tulburărilor de panică și delirium tremens. Mai este utilizat în tratamentul greței induse de chimioterapice, în asociere cu alte medicamente. Calea de administrare disponibilă este cea orală, fiind utilizat sub formă de comprimate sau comprimate cu eliberare prelungită.
Printre cele mai frecvente reacții adverse se numără: somnolența, ataxia, starea de oboseală, instalarea depresiei, cefaleea, uscăciunea gurii și tulburările de memorie. O parte din senzația de oboseală și din sedare pot să se îmbunătățească la câteva zile de la debutul tratamentului. Din cauza riscului ridicat de abuz, se recomandă adesea ca alprazolamul să nu fie utilizat ca tratament inițial pentru tulburările de panică. În cazul unei scăderi prea rapide a dozei sau la oprirea bruscă a tratamentului cu alprazolam pot să apară simptome de sevraj. Alt risc mai rar asociat este tendința de suicid, care poate să fie datorat pierderii inhibiției. Tratamentul se va întrerupe întotdeauna treptat, cu reducerea progresivă a dozelor. Mecanismul de acțiune este comun cu cel al tuturor benzodiazepinelor, alprazolamul acționând prin potențarea inhibiției neuronale mediate de acidul gama-aminobutiric (GABA), ceea ce duce la efectele anxiolitice, sedative, hipnotice, miorelaxante, anticonvulsivante, amnestice și antidepresive.
Alprazolamul a fost brevetat în anul 1971 și a fost aprobat pentru uz uman în Statele Unite ale Americii în anul 1981. Conform legislației din România, alprazolamul este considerat ca fiind un psihotrop și este supus controlului, fiind eliberat în farmacie doar pe baza unei rețete de culoare verde. Este disponibil sub formă de medicament generic. În 2016, era al 19-lea cel mai prescris medicament în Statele Unite.

## Utilizări medicale

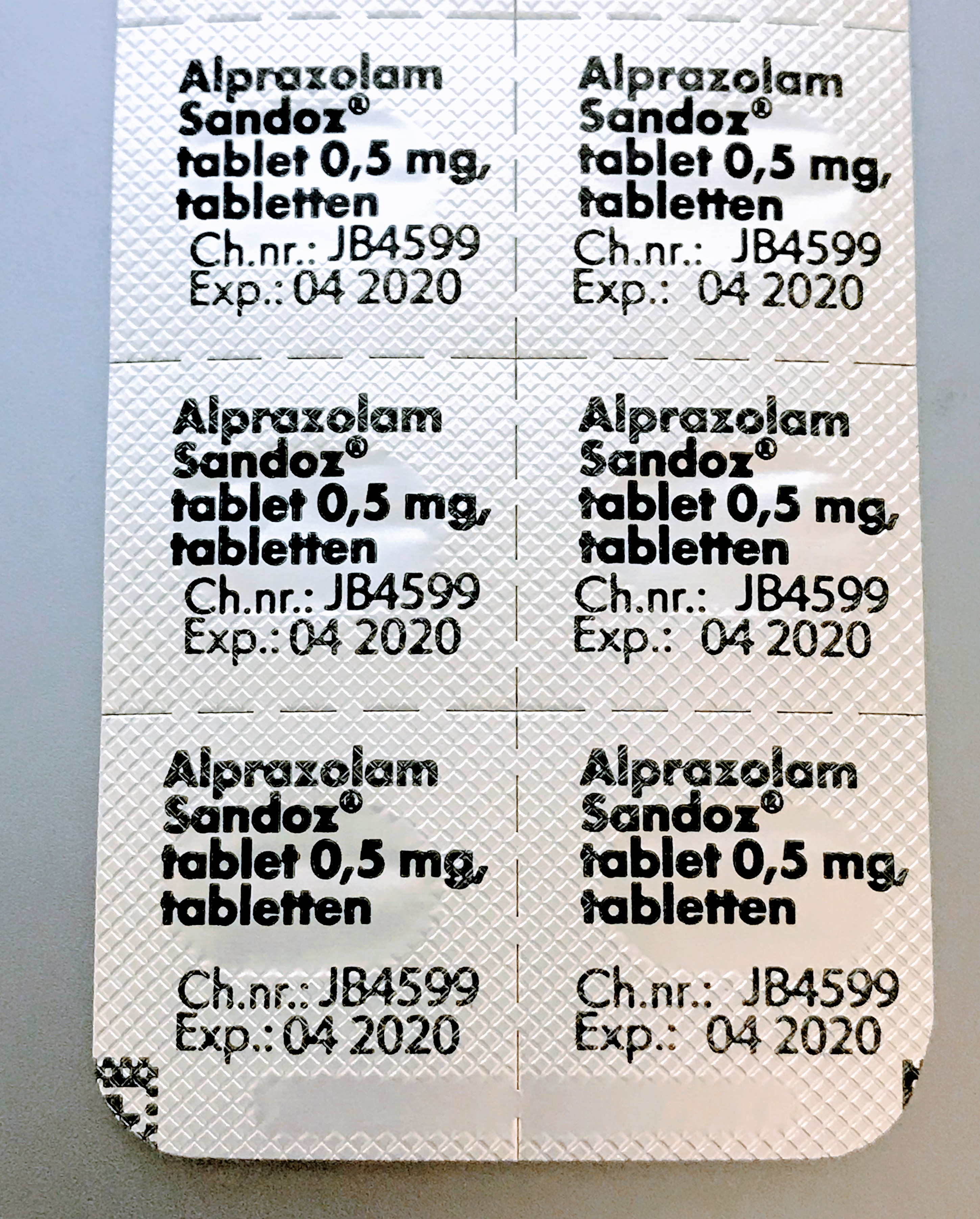
Comprimate de alprazolam de 0,5 mg

Alprazolamul este de cele mai multe ori utilizat în tratamentul de scurtă durată a tulburărilor de anxietate, al tulburărilor de panică și uneori al greței induse de chimioterapice. Mai este indicat în tratamentul tulburărilor de anxietate generalizată și al tulburărilor de anxietate asociate cu stări depresive. FDA recomandă ca doctorul ce prescrie acest medicament să reevalueze periodic eficacitatea sa.

### Tulburări de panică
Alprazolamul este foarte eficace în tratarea atacurilor de panică moderate până la severe. Totuși, nu mai este medicamentul de primă intenție încă de la dezvoltarea unei noi clase de antidepresiv denumite inhibitori selectivi ai recaptării serotoninei. În Australia, nu mai este recomandat pentru tulburările de panică datorită riscurilor legate de sevraj, toleranță și abuz. Majoritatea studiilor indică faptul că efectul benefic al alprazolamului asupra tulburărilor de panică se menține doar 4 până la 10 săptămâni. Totuși, pentru unii pacienți cu această boală, tratamentul a fost benefic până la opt luni, deci poate interveni o variație mare a efectului pentru diferiți pacienți.
În Statele Unite, FDA recomandă utilizarea alprazolamului pentru tratamentul tulburărilor de panică însoțite sau nu de agorafobie. Este recomandat de către World Federation of Societies of Biological Psychiatry (WFSBP) pentru tratamentul tulburărilor de panică la pacienții care nu prezintă istoric de toleranță sau dependență. În România, ANMDM aprobă utilizarea alprazolamului pentru profilaxia sau tratamentul tulburărilor de panică, doza inițială fiind 0,5-1 mg (administrată oral, seara) sau 0,5 mg de 3 ori pe zi.

### Tulburări de anxietate
Anxietatea asociată cu depresie răspunde foarte bine la tratamentul cu alprazolam. Studiile clinice au indicat faptul că eficacitatea sa în tulburările de anxietate se limitează la o perioadă de patru luni de tratament. În ciuda studiilor realizate, efectul antidepresiv al alprazolamului este puțin cercetat și face referire doar la perioade scurte de tratament. În urma unui studiu, s-a arătat că unii pacienți aflați în tratament cu doze mari și pe o perioadă de lungă de timp au dezvoltat depresie reversibilă. În Statele Unite, FDA aprobă alprazolamul pentru tratamentul tulburărilor de anxietate sau pentru ușurarea simptomelor anxietății, pe perioadă scurtă. În Regatul Unit, se recomandă un tratament scurt (de 2-4 săptămâni) al anxietății severe acute. În România, ANMDM aprobă utilizarea alprazolamului pentru tratamentul simptomatic al stărilor de anxietate moderat-severe și al stărilor de anxietate asociate cu depresie, doza inițială fiind 0,75-1 mg și respectiv 1,5 mg, administrată divizat în 3 prize pe zi.

### Alte utilizări
În România, ANMDM aprobă utilizarea alprazolamului ca profilaxie și tratament în delirium tremens și în sindromul de abstinență la alcoolici. Această utilizare este comună cu celelalte benzodiazepine, fiind indicate în cazuri severe de abstinență alcoolică. De asemenea, alprazolamul mai este indicat, în asociere cu alte medicamente antiemetice (precum metoclopramid), în tratamentul senzației de greață și al vomei induse de chimioterapice (precum carboplatină).

## Contraindicații
Toate benzodiazepinele necesită precauții speciale când sunt utilizate de către copii sau de către pacienți care sunt dependenți de alcool sau de droguri. O deosebită importanță trebuie acordată femeilor însărcinate și persoanelor în vârstă, persoanelor care prezintă un istoric de abuz de substanțe (în principal de alcool) și persoanelor care au asociate boli psihiatrice. Utilizarea alprazolamului trebuie făcută sub supraveghere și sub atenta monitorizare a personalului medical specializat la pacienții care prezintă: miastenie gravis, glaucom acut cu unghi închis, deficiențe hepatice severe (precum este ciroza hepatică), apnee în somn severă, depresie respiratorie pre-existentă, insuficiență respiratorie severă, psihoză cronică, hipersensibilitate sau alergie cunoscută la alprazolam sau la alte benzodiazepine și tulburare de personalitate borderline (unde poate induce tendința de suicid).
Fiind un deprimant al sistemului nervos central, alprazolamul în doze ridicate poate cauza alterarea semnificativă a stării de vigilență și poate induce somnolență și tulburări de concentrare, în special la pacienții care nu sunt obișnuiți cu acest tratament, fiind astfel contraindicat pacienților care trebuie să conducă autovehicule sau care necesită o stare de atenție crescută.
La pacienții în vârstă trebuie avute în vedere precauții suplimentare datorită posibilității de reacții adverse accentuate (din cauza diferențelor de farmacocinetică), la această categorie de pacienți cel mai adesea fiind întâlnite tulburările de coordonare și somnolența.

## Efecte adverse

Reacțiile adverse asociate utilizării alprazolamului

Cele mai frecvente reacții adverse care au fost observate în urma tratamentului cu alprazolam sunt: depresia, sedarea, somnolența, tulburările de concentrare, ataxia constipația, xerostomia sau uscăciunea gurii, somnolența, sedarea, dezorientarea, fatigabilitatea, amețeala, tulburările de coordonare și vertijul.
Alte reacții mai puțin frecvente includ:
- Amnezia anterogradă (pierderea capacității de memorare după administrare)[44]
- Convulsiile (contracții involuntare bruște; rar)[45]
- Dezinhibarea[46]
- Erupțiile cutanate, deprimarea respiratorie, constipația[42][43]
- Halucinațiile (rar)[47]
- Icterul (colorația galbenă a pielii și a mucoaselor; foarte rar)[48]
- Retenția urinară (dificultatea de urinare; rar)[47]
- Slăbiciunea musculară
- Tendințele suicidare[18]
- Vedere încețoșată, dureri de cap, tremurături;

Medicamentele sedative, inclusiv alprazolamul, au fost asociate în unele cazuri cu un risc crescut de deces. Unele studii realizate, atât în cazul administrării la copii, cât și în cazul adulților, au concluzionat faptul că riscul de mortalitate asociat tratamentului cu benzodiazepine ar fi mai degrabă datorat unor factori asociați, precum: boli cardiovasculare, cancer, afecțiuni respiratorii sau chiar suicid, și nu neapărat un efect specific advers al medicației.

### Reacții paradoxale
Deși nu frecvent, alprazolamul poate induce reacții paradoxale, efecte inverse față de cele sedative la nivel central, precum: iritabilitate, comportament agresiv sau ostil (agresivitate și ostilitate), agitație, manie, hiperactivitate, excitație, nervozitate, furie, agitație, tremor, și insomnie.

### În sarcină și alăptare
Benzodiazepinele pot să treacă bariera placentară și să ajungă în organismul fătului și pot de asemenea să fie excretate în laptele matern. S-a raportat faptul că administrarea cronică a diazepamului și altor benzodiazepine mamelor care alăptează induce letargie și scădere în greutate la nou-născuți.
Utilizarea alprazolamului în timpul sarcinii a fost asociată cu anomalii congenitale, iar utilizarea în cel de-al treilea trimestru poate cauza dependența fătului sau chiar simptome de sevraj în perioada neo-natală, care pot fi asociate cu probleme respiratorii și somnolență. Totuși, la pacienții cu un tratament de lungă durată cu benzodiazepine, întreruperea bruscă a tratamentului din cauza riscului de teratogenitate cunoscut poate induce simptome severe de sevraj și efect de rebound sever. De asemenea, întreruperea bruscă a tratamentului benzodiazepinic poate induce avort spontan.

### Supradoză

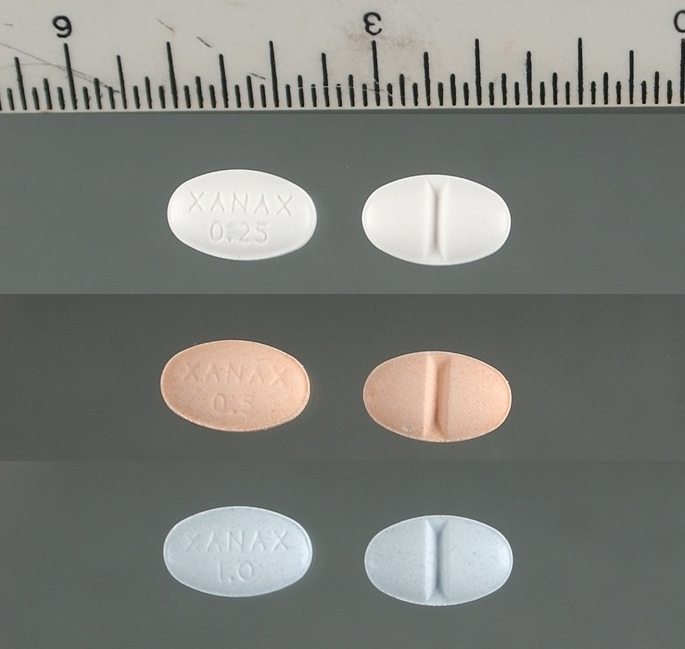
Aspectul comprimatelor de Xanax, prevăzute cu linie mediană, cu dozele: 0,25 mg (alb), 0,5 mg (roz) și 1 mg (albastru deschis)

Doza maximă recomandată de alprazolam pentru un adult este de 10 miligrame pe zi.
Supradoza cu alprazolam poate să fie de la ușoară până la severă, depinzând de doza ingerată și de alte medicamente care au fost administrate în asociere cu acesta. Simptomele inițiale care pot fi observate sunt adesea similare cu efectele adverse asociate administrării terapeutice, însă odată cu trecerea timpului acestea se pot agrava.
Supradozarea alprazolamului produce în primul rând deprimarea intensă a sistemului nervos central și poate duce la observarea următoarelor simptome:
- Sincopă, leșin
- Hipotensiune arterială (scăderea funcției inimii)
- Hipoventilație (scăderea funcției respiratorii)
- Tulburarea severă a funcțiilor motorii:
  - Amețeală, confuzie profundă
  - Tulburări de coordonare și de mișcare
  - Diminuarea sau abolirea reflexelor
  - Slăbiciune musculară
- Hipotensiune ortostatică (senzație de leșin la ridicare rapidă din șezut în picioare)
- Somnolență accentuată
- Comă și în final deces, mai ales dacă s-au asociat și alte substanțe deprimante SNC (precum etanol, diazepam, etc.)

În cazul unei supradoze benzodiazepinice (cum este și cazul alprazolamului), antidotul utilizat este flumazenilul, un analog de benzodiazepină cu activitate intrinsecă minimă, care substituie complet molecula de alprazolam din receptorul GABAA, antagonizând efectele sale.

### Dependență și sevraj
Potențialul de abuz și de utilizare neconformă a alprazolamului pentru tratament medical este controversat, unii experți fiind de părere că riscul acestuia este scăzut și este într-o oarecare măsură similar cu cel al altor benzodiazepine. Alții sunt de părere că alprazolamul este asociat cu un risc substanțial de abuz și de dependență, atât la pacienții aflați sub tratament medical, cât și la utilizatorii recreaționali, și că instalarea rapidă a efectelor poate crește riscul. În comparație cu numărul foarte mare de prescripții, foarte puțini pacienți cresc dozele din proprie inițiativă sau dezvoltă farmacodependență.
Ca toate benzodiazepinele, molecula de alprazolam se leagă de situsurile specifice de la nivelul receptorului GABAA pentru acidul gama-aminobutiric. Prin această legare, alprazolamul modulează efectul receptorilor GABAa și astfel modulează transmisia gabaergică. Utilizarea pe termen lung cauzează schimbări adaptative ale receptorilor, făcându-i mai puțin sensibili la stimulare și astfel scăzând potența medicamentului.
Sevrajul și simptomele de rebound apar destul de frecvent și în aceste cazuri este necesară diminuarea succesivă a dozelor cu scopul de a minimiza efectele sevrajului în momentul renunțării la tratament.
Nu toate efectele sevrajului benzodiazepinic sunt semnele unei dependențe propriu-zise. Recurența unor simptome precum anxietatea pot indica faptul că medicamentul a acționat terapeutic, dar în momentul opririi administrării simptomele au revenit. În cazul unor simptome severe și frecvente, se poate spune că pacientul prezintă efecte de rebound datorită întreruperii tratamentului. Ambele situații pot avea loc fără ca persoana respectivă să fie dependentă de medicament.
Alprazolamul și celelalte benzodiazepine sunt asociate cu un risc de dezvoltare a dependenței fizice, toleranței și a simptomelor de sevraj ca urmare a întreruperii bruște a tratamentului sau a reducerii semnificative a dozelor după o perioadă lungă de tratament. Riscul de apariție a sevrajului este mai mare în cazul în care medicamentul este administrat peste dozele recomandate sau în cazul în care pacientul renunță la tratament fără să respecte schema de renunțare caracterizată prin descreșterea progresivă a dozelor.
Câteva dintre simptomele întreruperii tratamentului cu alprazolam includ: indispoziție, slăbiciune, insomnie, tahicardie, amețeală și vertij.
Pacienții la care se administrează doze mai mari de 4 mg de alprazolam pe zi prezintă un risc ridicat de dependență. Acest medicament produce simptome de sevraj la oprirea bruscă a tratamentului sau la scăderea dozelor, în unele cazuri putându-se manifesta prin convulsii și stare de delir marcat similar cu cel produs de alcaloizii tropanici anticolinergici din speciile de Datura (scopolamină și atropină). Întreruperea tratamentului poate cauza și un sindrom tranzitoriu denumit anxietate de rebound.
Într-un studiu realizat în anul 1983, doar 5% dintre pacienții care au întrerupt brusc tratamentul cu benzodiazepine cu durată lungă de acțiune ce a durat mai puțin de 8 luni au prezentat simptome de sevraj, însă 43% dintre cei care au întrerupt brusc un tratament mai lung de 8 luni au prezentat simptome. În cazul alprazolamului, care este o benzodiazepină cu durată scurtă de acțiune, pentru un tratament de opt săptămâni, 65% dintre pacienți au prezentat anxietate de rebound.
Diazepamul și oxazepamul produc mai puține reacții de sevraj decât alprazolamul, temazepamul și lorazepamul. Factorii de risc care determină dependența psihică și fizică și severitatea simptomelor de sevraj benzodiazepinic în timpul reducerii dozelor sunt: doza utilizată, durata utilizării, frecvența administrării, caracteristicile psihologice ale pacientului, istoricul de toleranță sau dependență la alte medicamente (sedativ-hipnotice și/sau alcool), toleranță sau dependență prezentă, utilizarea altor benzodiazepine cu durată scurtă de acțiune cu potență înaltă, și metoda prin care s-a realizat întreruperea.

## Interacțiuni

### Medicamentoase
Alprazolamul este metabolizat în principal de către enzimele CYP3A4. Tratamentul asociat cu inhibitori ai CYP3A4, precum: cimetidină, eritromicină, norfluoxetină, fluvoxamină, itraconazol, ketoconazol, nefazodonă, propoxifen și ritonavir, scad clearance-ul hepatic al alprazolamului, ceea ce duce la acumularea acestuia și concomitent la creșterea severității efectelor adverse asociate.
S-a raportat că imipramina și desipramina au crescut în plasmă în medie cu 31% și respectiv 20% ca urmare a tratamentului concomitent cu alprazolam. De asemenea, contraceptivele orale combinate reduc clearance-ul alprazolamului, ceea ce duce la creșterea concentrațiilor plasmatice și respectiv la acumularea sa.

### Alte interactiuni
Alcoolul etilic este un alt compus cu care interacționează; combinația etanol-alprazolam prezintă un efect de sinergism de potențare, care poate duce la deprimare severă, sedare puternică, schimbări comportamentale și chiar intoxicații. Efectele sunt cu atât mai negative cu cât se crește doza din cele două substanțe. Asocierea alprazolamului cu planta Piper methysticum (kava) poate induce o stare semi-comatoasă. Aceleași efecte dăunătoare au fost puse în evidență și în urma unor studii realizate pe alte specii de plante medicinale, precum valeriană, passiflora și hamei. Speciile din genul Hypericum (inclusiv sunătoarea) par a diminua nivelele plasmatice de alprazolam și a reduce efectul său terapeutic.

## Tratamentul intoxicațiilor

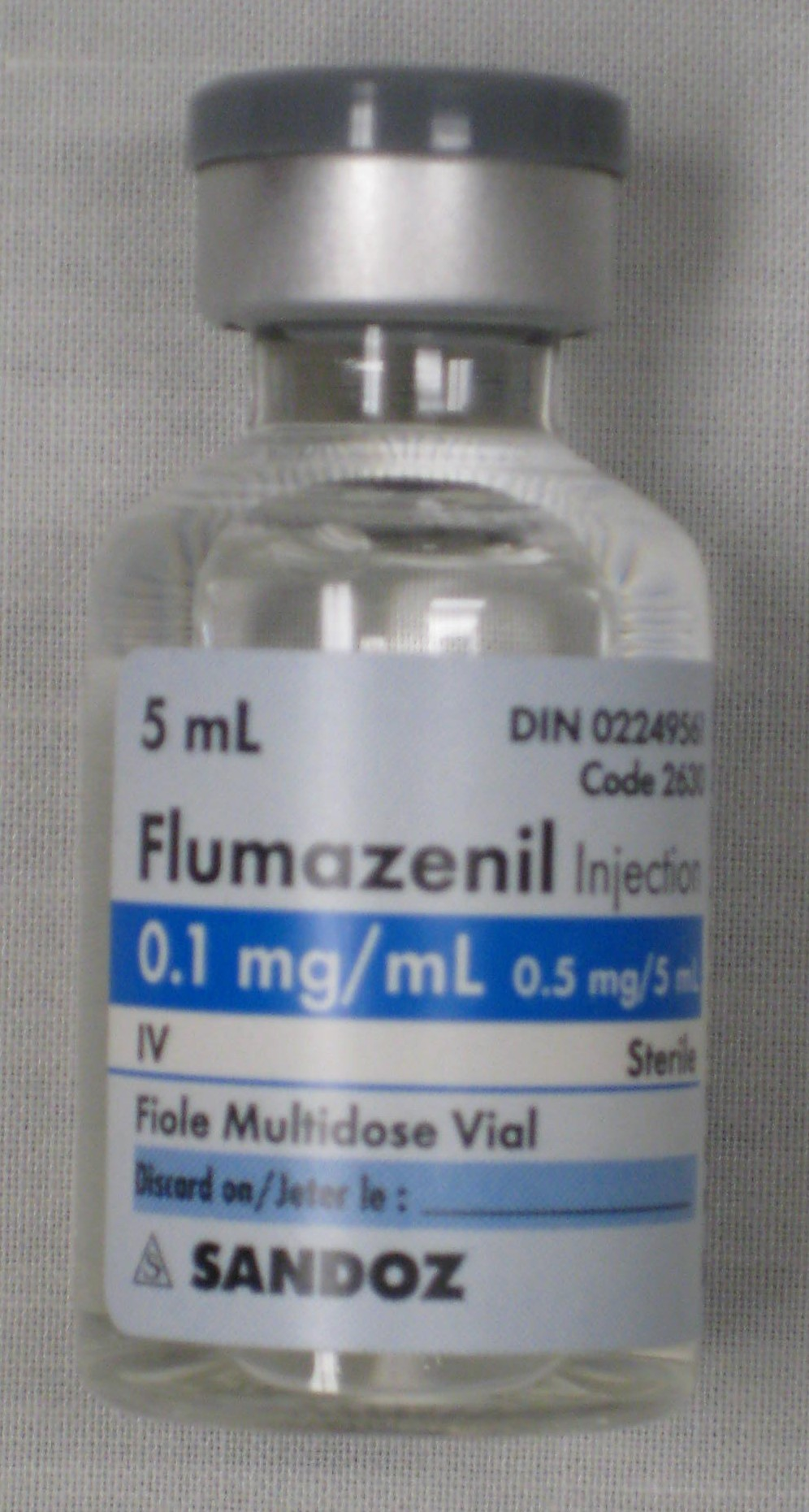
Flumazenilul este un antagonist benzodiazepinic care poate inversa efectele alprazolamului.

Ca în cazul tuturor intoxicațiilor cauzate de supradoza de benzodiazepine, este necesară monitorizarea pacientului și susținerea funcțiilor vitale, inclusiv realizarea respirației artificiale în cazul depresiei respiratorii. Deși benzodiazepinele se adsorb pe cărbune activ, această măsură nu este benefică decât dacă s-au ingerat concomitent și alte medicamente.
Există și un antidot care poate fi utilizat în supradozare, flumazenilul, acesta fiind un antagonist al receptorilor pentru benzodiazepine. Utilizarea sa este controversată și presupune numeroase contraindicații. În cazul alprazolamului, s-a constatat faptul că acesta prezintă o toxicitate relativă mult crescută față de alte benzodiazepine în ceea ce privește intoxicația prin supradozare, ceea ce în practică are ca rezultat o frecvență mai mare a utilizării de antidot.

## Farmacologie

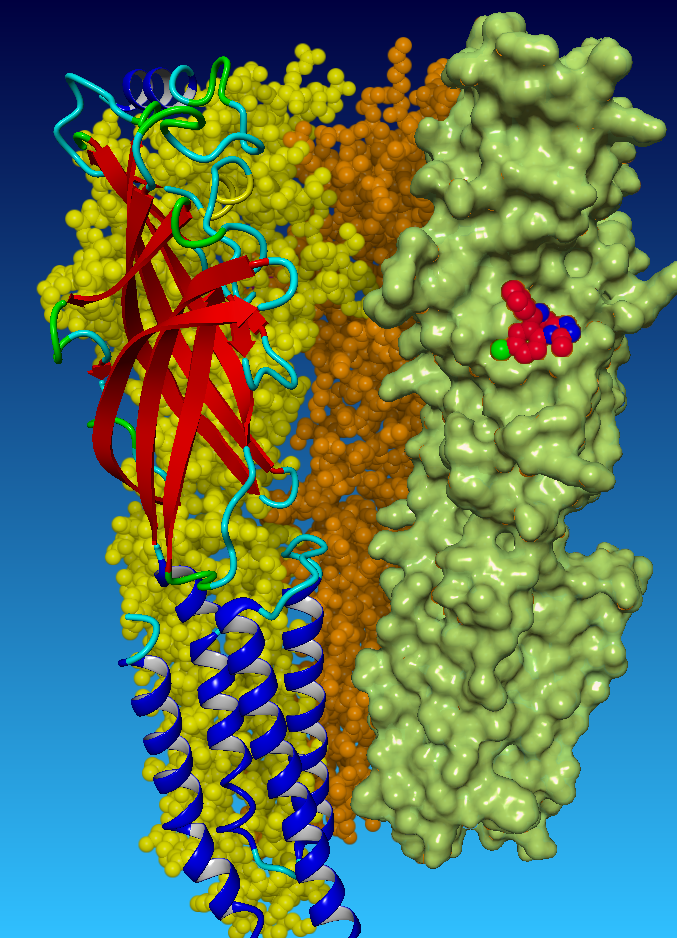
Reprezentare a legării pe subunitățile α1β3γ2 de pe receptorul GABA_{A}. Sunt reprezentați cu roșu atomii de carbon din molecula de alprazolam, iar subunitatea γ2 cu verde. Subunitatea α1' este ascunsă.

Alprazolamul este, din punct de vedere farmacologic, un modulator alosteric pozitiv al receptorului de tip A pentru acidul gama-aminobutiric (GABA). În momentul în care molecula sa se leagă de acest tip de receptor, are loc o creștere a efectelor mediate de GABA, ceea ce duce la un efect inhibitor al neuronilor de la nivelul sistemului nervos central. Acestea se manifestă prin reducerea anxietății, relaxarea musculaturii, înlăturarea depresiei și a convulsiilor. Activitatea alprazolamului la nivelul sistemului nervos central este dependentă de doză.

### Farmacodinamie
Alprazolamul face parte din clasa triazolobenzodiazepinelor cu potență înaltă; cu alte cuvinte, este o benzodiazepină care are condensat un nucleu 1,2,4-triazolic. Efectele terapeutice dorite și efectele adverse produse de alprazolam sunt ca urmare a legării moleculei de receptorii benzodiazepinici GABAA, ceea ce duce la modularea funcției acestora. Receptorii gabaergici sunt printre cei mai importanți receptori implicați în inhibiția neuronală de la nivelul creierului. Sinapsa gabaergică mediază efectele de inhibiție și de liniștire ale sistemului nervos, efecte care sunt mediate și de alprazolam. Receptorul GABAA este cuplat cu un canal ionic pentru ion clorură, iar prin legarea de acesta alprazolamul induce o creștere a efectelor GABA, principalul neurotransmițător inhibitor. GABA se leagă de receptorul GABAA, ceea ce duce la deschiderea canalelor, intrarea ionului clorură în celula neuronală și creșterea rezistenței acesteia la depolarizare. Astfel, alprazolamul prezintă un efect deprimant asupra transmisiei neuronale cu reducerea anxietății.
Receptorul GABAA este alcătuit din 5 subunități, astfel că diferitele combinații de subunități conferă receptorilor GABAA proprietăți diferite, locații diferite la nivelul creierului și activități diferite în urma legării benzodiazepinelor. Alprazolamul și celelalte triazolobenzodiazepine, cum este și triazolamul, prezintă în plus și un efect antidepresiv. Cel mai probabil, acesta se datorează similarității pe care o prezintă, datorită nucleului triazolic, cu antidepresivele triciclice, acestea având două nuclee benzenice condensate cu un nucleu diazepinic. Alprazolamul induce o suprimare marcată a axului hipotalamo-hipofizar. Restul efectelor induse de alprazolam sunt comune cu celelalte benzodiazepine, și includ efectele: anxiolitic (tranchilizant minor), anticonvulsivant (împotriva convulsiilor), miorelaxant (relaxant al musculaturii striate), hipnotic-sedativ (hipnoinductor, de inducere a somnului) și amnezic. În ciuda acestor efecte multiple benefice în anumite patologii, principala indicație rămâne anxietatea.
Spre deosebire de lorazepam, s-a demonstrat că alprazolamul induce creșterea semnificativă a concentrațiilor de dopamină la nivelul striatului.

Alprazolamul este metabolizat în organism la
4-hidroxialprazolam (sus) și
α-hidroxialprazolam (jos).

### Farmacocinetică
Alprazolamul este administrat doar oral și prezintă absorbție bună de la nivelul tractului gastrointestinal. După absorbție, aproximativ 80% se leagă de proteinele plasmatice (majoritar de albumină). Concentrațiile plasmatice maxime de alprazolam sunt atinse după 1-2 ore de la administrare. După distribuția la nivelul sângelui, alprazolamul trece bariera hematoencefalică și ajunge la nivelul sistemului nervos central, unde se leagă de receptori.
Alprazolamul este metabolizat în special la nivel hepatic, prin oxidare, prin intervenția sistemului enzimatic al citocrom P450, mai exact CYP3A4. Sunt produși doi metaboliți importanți: 4-hidroxialprazolam și α-hidroxialprazolam, împreună cu un derivat benzofenonic inactiv. Metaboliții hidroxilați prezintă atât concentrații, cât și potențe mici, ceea ce indică faptul că au o contribuție nesemnificativă la efectul terapeutic. De asemenea, cei doi metaboliți prezintă o afinitate foarte redusă pentru receptor în comparație cu compusul părinte.
O parte din alprazolamul netransformat, împreună cu metaboliții săi, sunt filtrați la nivelul rinichilor și sunt excretați majoritar pe cale urinară.

## Formulare
Alprazolamul este condiționat sub forme farmaceutice de uz oral, adesea sub formă de comprimate simple sau comprimate cu eliberare prelungită. Comprimatele au următoarele doze disponibile: 0,25 mg, 0,5 mg, 1 mg, și 2 mg, Comprimatele cu eliberare prelungită au următoarele doze disponibile: 0,5 mg, 1 mg, 2 mg și 3 mg. Există și alprazolam condiționat în formă lichidă, sub formă de concentrat pentru uz oral, cu concentrația 1 mg/mL.
Sunt utilizați diferiți excipienți pentru formulare, precum: amidon de porumb, lactoză, amidonglicolat de sodiu, stearat de magneziu, laurilsulfat de sodiu, docusat de sodiu, povidonă, dioxid de siliciu coloidal anhidru și benzoat de sodiu. Pentru unele comprimate de 0,5 mg se folosește colorant eritrozină (E 127), iar pentru cele de 1 mg se folosește albastru briliant FCF (E 133).

## Proprietăți fizico-chimice
Alprazolamul este un derivat de triazol și de benzodiazepină substituită cu un rest fenil în poziția 6, cu un rest cloro în poziția 8 și cu un rest metil în poziția 1. Este un analog al triazolamului și diferă de structura acestuia prin lipsa unui atom de clor în poziția orto a nucleului fenil. Este ușor solubil în cloroform, solubil în alcool, puțin solubil în acetonă și insolubil în apă. Prezintă un punct de topire în intervalul de temperatură 228 - 229,5°C.

### Sinteză
Pentru sinteza alprazolamului se poate utiliza aceeași metodă ca și în cazul triazolamului, cu excepția că aceasta pornește de la 2-amino-5-clorobenzofenonă. Totuși, s-a sugerat o sinteză mai ușoară ce pornește de la 2,6-dicloro-4-fenilchinolină, care reacționează cu hidrazina dând 6-cloro-2-hidrazino-4-fenilchinolină. Fierberea amestecului cu ortoacetat de trietil duce la ciclizare cu formarea nucleului triazolic. Produsul suferă degradare oxidativă în prezență de periodat și dioxid de ruteniu în soluție de acetonă, dând 2-[4-(3′-metil-1,2,4-triazolo)]-5-clorobenzofenona. Prin reacția de oxi-metilare cu formaldehidă rezultă un produs care este tratat cu tribromură de fosfor, când se obține 2-[4-(3′-metil-5′-bromometil-1,2,4-triazolo)]-5-clorobenzofenona. Prin substituirea atomului de brom cu o grupă amino conferită de amoniac are loc o ciclizare intermoleculară cu obținerea alprazolamului.

Succesiunea reacțiilor realizate pentru sinteza alprazolamului, pornind de la un derivat de chinolină.

### Detecție
Cuantificarea alprazolamului în probe de sânge și de plasmă poate fi necesară pentru confirmarea unui diagnostic de intoxicație la pacienții spitalizați, poate fi dovadă în cazul unor infracțiuni sau poate ajuta într-o investigație medico-legală amănunțită. La persoanele la care s-au menținut doze terapeutice, alprazolamul prezintă concentrații uzuale în domeniul 10–100 μg/L. La persoanele care au fost arestate pentru conducere sub influență, concentrațiile se încadrează în intervalul 100–300 μg/L, iar la victimele unei supradoze acute 300–2000 μg/L. Majoritatea metodelor comerciale imunologice utilizate pentru benzodiazepine reacționează încrucișat cu alprazolamul, însă confirmarea și determinarea cantitativă se face de obicei cu ajutorul unor metode cromatografice.

## Istoric
După sinteza primei benzodiazepine, clordiazepoxidul (Librium), care a fost realizată de Leo  Sternbach în 1955, a început să crească interesul pentru această nouă clasă de medicamente tranchilizante, următorul sintetizat fiind diazepamul (Valium) în 1963. Pentru profesioniștii din domeniul medical, aceste descoperiri au fost semnificative, benzodiazepinele având riscuri asociate mult mai mici în comparație cu barbituricele sau cu alte sedative utilizate în acea vreme. În anii 1970, au ajuns să fie cele mai frecvent prescrise medicamente.
Descoperirea alprazolamului a fost realizată în timpul unor cercetări a căror scop era modificarea nucleului 1,4- benzodiazepinic prin legarea anumitor heterocicli. În cazul alprazolamului, heterociclul care a fost adăugat a fost 4H-s-triazolul. Un număr mare de fenil-s-triazolobenzodiazepine a fost sintetizat de către Hester et al., și a fost pus în evidență efectul lor deprimant asupra sistemului nervos central. Aceiași compuși au fost studiați în aceeași perioadă, în mod independent. de către Nakajima et al. în Japonia.
În anul 1970, J. B. Hester de la compania americană Upjohn (acum parte a Pfizer) a primit un brevet de invenție german pentru descoperirea unor noi derivați benzodiazepinici. Brevetul sau patentul corespunzător pentru Statele Unite a fost acordat în anul 1976. Brevetul pentru molecula alprazolamului a fost obținut în anul 1971. Alprazolamul a fost aprobat pentru uz medical abia în anul 1981 de către FDA, pentru tratamentul tulburărilor de anxietate și al tulburărilor de panică. Xanax a fost produs de către Upjohn, apoi din 1995 de către Pharmacia & Upjohn, iar începând cu 2003 a fost produs de Pfizer. Începând cu 1993, au început să fie disponibile și forme generice de alprazolam.
Etimologia denumirii de alprazolam provine cel mai probabil de la combinarea prefixului alprazol- (o rearanjare a termenului triazol, similar cu triazolam) și sufixul -am (specific pentru benzodiazepine), conform nomenclaturii medicamentelor.

## Societate și cultură

### Patent și generic

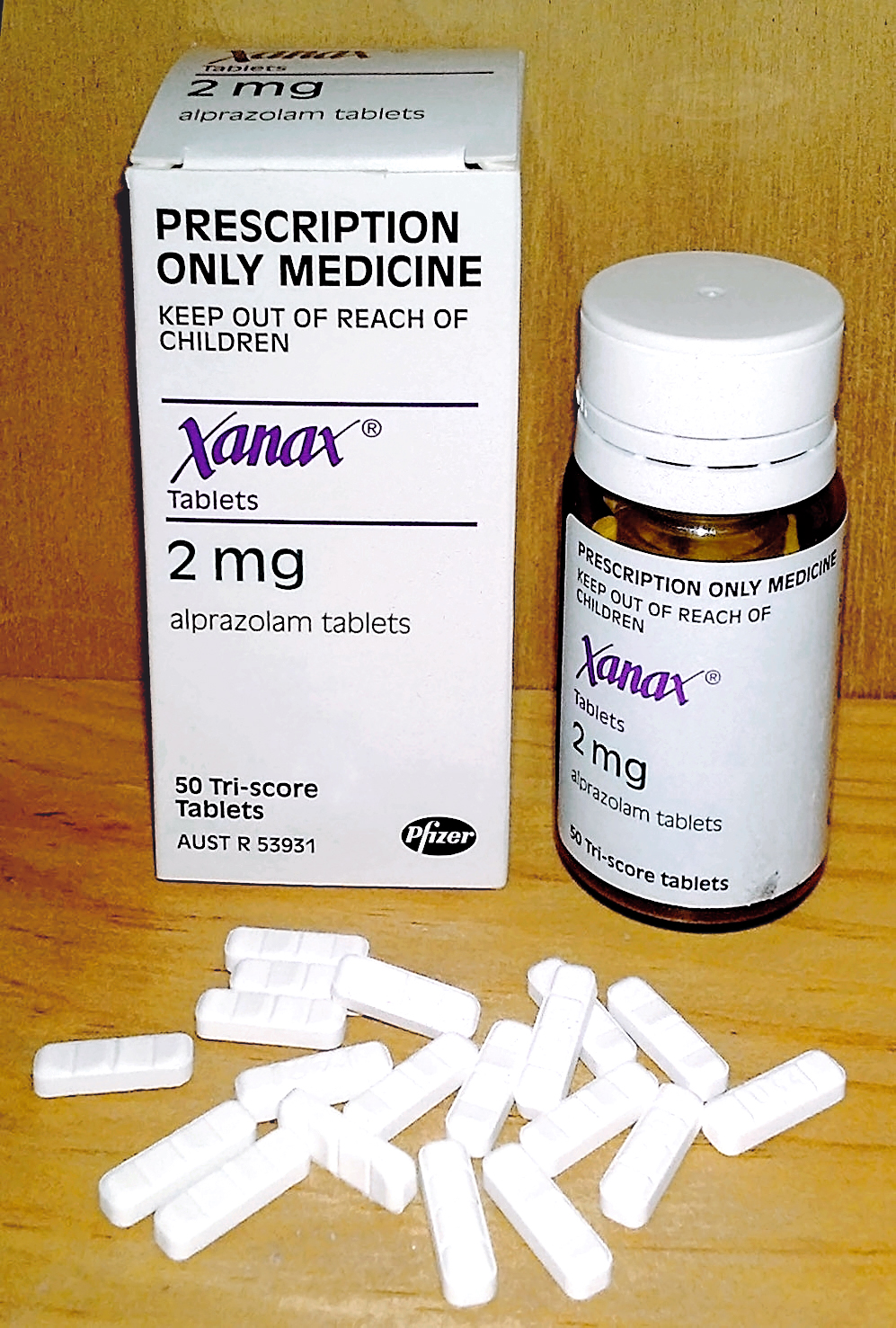
Aspectul comprimatelor, flaconului de condiționare și al ambalajului secundar pentru Xanax (alprazolam, 2 mg).

Alprazolamul s-a aflat sub protecția patentului numărul 3.987.052 din Statele Unite, care a fost acordat pe 19 octombrie 1976 și a expirat în septembrie 1993. După expirarea patentului, substanța medicamentoasă a început să fie disponibilă ca medicament generic.
În România, alprazolamul este disponibil sub formă de comprimate cu mai multe doze, sub denumirile comerciale: 
- Alprazolam ATB, Alprazolam LPH, Frontin, Prazolex și Xanax.[109]

În țările anglofone, sunt utilizate următoarele denumiri comerciale:
- Alprax, Alprocontin, Alzam, Alzolam, Anzilum, Apo-Alpraz, Helex, Kalma, Mylan-Alprazolam, Niravam, Novo-Alprazol, Nu-Alpraz, Pacyl, Restyl, Tranax, Trika, Xycalm, Xanax, Xanor, Zolam, Zopax.

### Uz recreațional
O problemă legată de alprazolam este riscul posibil de abuz și de instalare a dependenței, atât în cazul pacienților tratați medicamentos, cât și în cazul indivizilor care și-l administrează pentru uz recreațional. Alprazolamul prezintă o afinitate mare de legare, o potență superioară și o instalare rapidă a efectelor, ceea ce crește potențialul de abuz. Dependența fizică și sindromul de sevraj asociat consumului de alprazolam sunt de asemenea elemente care contribuie la potențialul de dependență. Subcategoria persoanelor care cresc dozele în timpul tratamentului este alcătuită de obicei din cele care prezintă un istoric de abuz de alcool sau de alte substanțe. În ciuda acestui fapt, majoritatea pacienților cărora li s-a prescris alprazolam nu îl folosesc recreațional, iar tratamentul de lungă durată nu este neapărat corelat cu o necesitate de creștere a dozelor. Totuși, în 2011, The New York Times a menționat faptul că „Centrul pentru Prevenirea și Controlul Bolilor a raportat [...] o creștere cu 89 de procente la nivel național în prezentarea de urgență legată de utilizarea non-medicală a benzodiazepinelor, în perioada 2004-2008”.
În Statele Unite, alprazolamul este cea mai prescrisă și cea mai greșit utilizată dintre benzodiazepine. Un studiu al guvernului SUA a concluzionat faptul că benzodiazepinele sunt cele mai frecvente produse farmaceutice utilizate ca droguri, datorită disponibilității acestora pe piață, reprezentând aproximativ 35% din motivele de prezentare în cadrul unităților de urgență, legate de uzul de droguri. Procentele sunt egale în cazul bărbaților și femeilor. S-a concluzionat că alprazolamul este cea mai frecventă benzodiazepină utilizată recreațional, urmată de clonazepam, lorazepam și diazepam.
Persoanele care prezintă un risc foarte ridicat de abuz și de dependență sunt cele cu istoric de alcoolism sau abuz și/sau dependență de droguri și persoanele cu tulburare de personalitate borderline.
Alprazolamul, utilizat în mod abuziv, ca drog recreațional, este administrat oral, dar și sub formă injectabilă, ceea ce prezintă un risc foarte mare din cauza hidrofiliei scăzute (induce probleme grave la nivel arterial), sau este prizat. Este adesea asociat cu psihedelice, precum LSD, pentru eliminarea panicii, cu cocaină, amfetamine sau MDMA pentru somnolență, sau cu marijuana, opioide, etanol sau heroină pentru potențarea relaxării. În oricare dintre cazuri, supradozarea poate induce deces datorită potențării efectelor adverse de deprimare. Utilizarea asociată a drogurilor puternic deprimante ale sistemului nervos central reprezintă o mare problemă de sănătate, deoarece în acest caz se poate atinge rapid o supradoză, care poate evolua cu depresie respiratorie fatală.
Există cazuri relatate de administrare injectabilă a alprazolamului, însă această metodă conduce la distrugerea severă a vaselor de sânge cu posibilitatea obstrucției, emboliei și a necrozei țesutului muscular cu rabdomioliză. Alprazolamul este un compus puțin hidrofil, astfel că pulberea sa nu se dizolvă complet, ci formează o suspensie (solubilitatea sa în apă este 40 µg/ml la un pH = 7). După cum s-a mai menționat, o altă metodă utilizată este prizarea pulberii de alprazolam. Mai rar, au existat raportări ale formulării alprazolamului pe hârtie, în mod similar cu LSD-ul.

### Cultura populară
Există mai mulți termeni de argou utilizați pentru alprazolam, mulți dintre aceștia regăsindu-se în limba engleză. Cei mai frecvenți sunt versiuni modificate ale denumirii comerciale populare, „Xanax”, precum: Xannies (sau Xanies) și echivalentul fonetic Zannies; fac referire la clasa de medicamente: benzo(s); sau la aspectul acestora: bars, Xanbars, Z-bars, blues, etc.

## Reguli de prescriere
Statutul legat al acestei substanțe variază în funcție de regiune:
- Conform legislației din România, alprazolamul se regăsește în tabelul III pentru substanțe stupefiante și psihotrope care prezintă interes în medicină, fiind clasificat ca psihotrop. De aceea, eliberarea din farmacie a produselor farmaceutice ce conțin alprazolam necesită un control mai strict și un formular special de culoare verde care se reține la eliberare.[10][146]
- În Statele Unite ale Americii, alprazolamul este un medicament eliberat pe bază de prescripție medicală și se află sub controlul Schedule IV din Controlled Substances Act implementat de Drug Enforcement Administration.[147]
- În Regatul Unit, benzodiazepinele sunt substanțe de clasa C (Schedule 4).[148] Totuși, alprazolamul nu este disponibil la National Health Service și poate fi obținut doar pe bază de prescripție privată.[149]
- În Germania, alprazolamul se poate prescrie normal în doze de până la 1 mg, însă doze mai mari corespund Anlage III și necesită un formular special de prescripție.[150]

La nivel internațional, alprazolamul este inclus în tabelul IV implementat ca urmare a Convenției asupra substanțelor psihotrope din anul 1971.